# Brachylomia seminigra
Brachylomia seminigra là một loài bướm đêm trong họ Noctuidae.